# Edmond Schérer
Edmond Henri Adolphe Schérer (Parigi, 8 aprile 1815 – Versailles, 16 marzo 1899) è stato un critico letterario, teologo e politico francese.

## Biografia
Dopo gli studi di giurisprudenza, si laureò alla facoltà di teologia protestante dell'Università di Strasburgo e diventò pastore. Nel 1843, venne nominato professore alla Scuola evangelica di Ginevra, ma il proprio punto di vista sulla teologia protestante lo portò a evolversi in favore del Cristianesimo liberale, dimettendosi sei anni più tardi e, in seguito, aderendo sempre di più al Protestantesimo e al Razionalismo hegeliano.
Si trasferì a Parigi, dove si fece notare per l'acume delle proprie critiche letterarie, e contribuì fortemente a far conoscere diversi grandi scrittori stranieri sulla Revue des deux Mondes. Eletto consigliere comunale a Versailles nel 1870, quindi nel 1871 deputato all'Assemblée nationale in rappresentanza del Dipartimento di Seine-et-Oise, fu anche senatore a vita (sénateur inamovible) dal 1875, quando sostenne il settore parlamentare repubblicano.
Nell'ultima parte della vita si consacrò principalmente alla critica letteraria e al giornalismo, contribuendo a Le Temps (quotidiano parigino edito dal 1861 al 1942) e pubblicando tra l'altro il Journal intime di Henri-Frédéric Amiel e una biografia di Friedrich Melchior von Grimm.
Si recò spesso in Inghilterra e si interessò molto anche alla vita politica e letteraria britannica.

## Opere
- Dogmatique de l'Église réformée, 1843
- La Critique et la Foi: deux lettres, 1850
- Lettres à mon Curé, 1853
- Alexandre Vinet, sa vie et ses écrits, 1853
- M. Proudhon, ou la banqueroute du Socialisme, 1858
- Études sur la littérature contemporaine, 10 voll., 1863-1895
- Mélanges d'histoire religieuse, 1864
- Études critiques de littérature, Paris: Calmann Lévy, 1876
- Diderot, Paris: Calmann-Lévy, 1880 studio disponibile on-line
- La Révision de la Constitution, 1882
- La Démocratie et la France, 1883
- Essays on English literature, trad. di George Saintsbury, New York: Scribner's Sons, 1891
- Études sur la Littérature au XVIIIe Siècle, 1891 (postumo)
- Divers textes: La critique et la foi, suivi de La crise du protestantisme et autres textes théologiques, Paris: Théolib, 2009 ISBN 978-2-36500-025-3